# Мраково (Гафурійський район)
Мра́ково (рос. Мраково, башк. Мораҡ) — село у складі Гафурійського району Башкортостану, Росія. Адміністративний центр Мраковської сільської ради.
Населення — 634 особи (2010; 681 в 2002).
Національний склад:
- чуваші — 70%